# Língua Karamajong
A língua Karamajong (ou Karimojong, Karimonjong) é uma língua nilótica, do ramo leste da família das Línguas nilo-saarianas, falada por cerca de 370 mil pessoas do povo ŋiKarimojoŋ de Uganda, que vive no leste e nordeste do Distrito de Karamoja, proximidades de Moroto.

## Relações
Línguas muito próximas e relacionadas são faladas por povos como os  Jie, ŋiDodos, iTeso (Uganda), ŋiTurkana, iTesyo (em Quênia), Jiye, ŋiToposa (sul do Sudão) e por pelo menos uma tribo da Etiópia.

## Gramática
A ordem das palavras nas sentenças ŊaKarimojoŋ é Verbo-Sujeito-Objeto.
Não há artigos.
Os verbos variam mais por Aspecto do que por Tempo.
O pronome pessoal e os possessivos da segunda pessoa do plural apresentam formas Inclusiva e Exclusiva.

### Substantivos
Os Substantivos e os Pronomes têm prefixos indicando o gênero, os quais podem fazer variar os significados. São três os gêneros (M, F, N). Ex.: eg ekitoi (masc.) significa árvore ou medicamento derivado de árvores.  akitoi (fem.) significa lenha,  ikitoi (n) significa graveto. Observa-se que o neutro também indica o diminutivo - edia é rapaz,  idia é menino.
Os líquidos mais comuns e conhecidos são femininos e plurais - água, ŋakipi, leite, ŋakile - mesmo que o prefixo Eng não seja usado em alguns dialetos. Para líquidos conhecidos apenas mais recentemente, geralmente os engarrafados, como cerveja = ebiya, são masculino singular.  Machos geralmente começam pelo prefixo Lo e as Fêmeas pelo prefixo Na: Lokiru e Nakiru são, respectivamente, rapaz e moça nascidos no período chuvoso. Em outras Línguas nilóticas isso é similar, sendo os prefixos respectivos "L" e "N".
Usam-se em quase todos os plurais de Substantivos os prefixos ŋa (fem) ou ŋi (masc & neu). Há usos, porém, variáveis, dependendo do grupo que fala. Há geralmente sufixos para os Substantivos, os quais, ao menos para quem aprende a língua, são pouco regulares:  emong / ŋimongin – boi/ bois, akai / ŋakais - casa/ casa. Pode haver também com a eliminação da última letra: emoru / ŋimor – montanha/ montanhas, aberu / ŋaber(u) – mulher/ mulheres.

## Alfabeto e sons
O alfabeto usado é o latino, sem o uso das letras "F", "H" "Q", "X", "Z". Há, porém as consoantes "Ŋ" (ou "ng") e "Ny". O P pode soar como "F", esses sons se confundem num só (como ocorre em coreano. Não se confudem "L" and "R" . Os "O" e "U" ao final de algumas palavras ficam mudos e as vogais eventualmente adjacentes são pronunciadas sozinhas. No mais, a pronúncia é bem fonética, como em português, exceto quando explicitamente definido .
As regras ortográficas foram elaboradas por missionários nos anos 60, regras que variam ligeiramente dependendo se os missionários foram Anglicanos ou Católicos. Um exemplo se verifica no som que fica a meio caminho entre o S de casa e o som inglês de think. Ambas grafias são utilizadas. Os anglicanos usam o th, os católicos usanm o som z.
Há certa confusão entre o uso de "I" e "Y" quando seguidas de vogal. A tendência maior é considerar o Y como uma conjução com avogal, do que uma letra (ou som) separado. Há palavras bem similares com significados diferentes, com apenas ligeiras diferenças de pronúncia entre Y e I: akimat significa mulher idosa ou, ainda, o verbo beber. Se alguem disser acamit ayoŋ akimat significa que a pessoa fala da mulher idosa, não que queira beber. No caso, para dizer beber, usa-se o vocativo, para evitar a confusão (acamit ayoŋ tomat).
Nota: As regras fonéticas e ortográficas do Alfabeto latino variam conforme o povo que adota essa escrita. Assim, a maior parte das línguas Nilóticas e em Uganda (exceto em kiSwahili) a grafia ch é pronunciada como o português tch enquanto na língua Burmesa a pronúncia é como K.

## Língua escrita
Os principais livros já escritos em Karamajong são as Bíblias Católica e Anglicana, referentes ao Novo Testamento,  escritas nos anos 60 e uma unificada escrita nos anos 90. O Velho Testamento encontra-se em elaboração, com vários Livros já traduzidos, e mais recentemente algumas publicações educacionais, dicionários e gramáicas têm sido publicados no idioma.

## Expressões
- Ejoka? - Olá! [literalmente "Está tudo bom?"]
- Ejok-nooi - Olá! [resposta]
- alakara (nooi) - Grato (muito) [literamente "Estou (muito) feliz"]
- Ie-ia? (papa/toto/ikoku)? - Como vai você (pai/ mãe/ filho)?
- Ikianyun! - Adeus, até logo
- Ngai ekonikiro? - Qual é seu nome?
- Ee - Sim
- Mam! - Não
- Akuj - Deus (parece ser feminino - também significa norte ou para cima)
- Ŋakipi - Água
- Akim - Fogo
- Akine - Bode
- emoŋin - Boi
- emusugut (masc sing), amusugut (fem sing) - Pessoa branca
- Ai ilothi iyoŋ? ou ai ilosi iyong? - Onde você está indo?